# 黃譽
黃譽（1415年—？），字廷永，福建興化府莆田縣人，民籍，明朝政治人物。

## 生平
正統九年（1444年）甲子科福建鄉試第一名舉人（解元），十三年（1448年）中式戊辰科二甲第四十一名進士。授南京雲南道監察御史，行部所至，墨吏望風去職者七十餘人，人稱之「括地黃」。
景泰改元，遷浙江按察司僉事。擢湖廣布政使司左參政，卒於官。

## 家族
曾祖黃靜軒；祖父黃則誠；父黃德敷，贈監察御史。
子黃穆，成化二十三年進士，翰林院編修。